# Borstkankervereniging Nederland
Borstkankervereniging Nederland is een Nederlandse patiëntenorganisatie voor mensen die te maken hebben of hebben gehad met borstkanker. De vereniging is in 1979 opgericht en heeft ongeveer 6.000 leden.

## Kernactiviteiten en doelstellingen
Tot de kernactiviteiten van de Borstkankervereniging Nederland behoort verbetering van de zorg voor borstkankerpatiënten. De vereniging wil patiënten en hun naasten helpen de kwaliteit van zorg en leven te verbeteren door goede informatievoorziening. Ook signaleert de vereniging problemen in de gezondheidszorg waar vrouwen met borstkanker mee te maken (kunnen) krijgen en kaart ze deze aan bij de beslissende instanties.
De vereniging vat haar eigen doelstellingen samen als:
- vraaggestuurde zorg en informatie geven aan (mogelijke) borstkankerpatiënten en mensen met erfelijke aanleg;
- bevorderen van gelijke toegang tot optimale diagnose, behandeling en nazorg;
- bevorderen van bewustzijn en benadrukken van de noodzaak van vroege opsporing en behandeling.

## Organisatie
Borstkankervereniging Nederland is opgericht door patiënten die contact en steun zochten in hun ziekteproces. Aanvankelijk gebeurde dit via losse, plaatselijke initiatieven, later werden deze gebundeld in verenigingsvorm. Nu, 40 jaar later, is het lotgenotencontact nog steeds een belangrijke activiteit van Borstkankervereniging Nederland. Daar naast speelt belangenbehartiging een steeds grotere rol.
Er is een landelijk bureau met 12 parttime werkende medewerkers, een directeur, en een bestuur van vrijwilligers dat de eindverantwoordelijkheid draagt voor de vereniging. Besluiten over beleid en toekomstvisie worden genomen tijdens een Algemene Leden Vergadering. Hier kunnen ook nieuwe bestuursleden worden voorgedragen.
In totaal zorgen vrijwilligers dat het werk van de vereniging, verspreid over het land, in alle regio’s wordt gecoördineerd.
De Borstkankervereniging Nederland is een non-profitorganisatie en wordt gefinancierd door KWF Kankerbestrijding en Stichting Pink Ribbon en door contributie-inkomsten van leden en sympathisanten. Voorheen heette deze vereniging LCBB en was gevestigd in Dodewaard. In december 2000 verhuisde men naar Utrecht.